# Shuntian
Shuntian är en köping i sydöstra Kina. Den ligger i Dongyuan härad i staden Heyuan i provinsen Guangdong, omkring 190 kilometer nordost om provinshuvudstaden Guangzhou. Antalet invånare är 16 371. Befolkningen består av 8 276 kvinnor och 8 095 män. Barn under 15 år utgör 25,0 %, vuxna 15-64 år 63 %, och äldre över 65 år 11,0 %.